# Kingston City
Kingston City is een Local Government Area (LGA) in Australië in de staat Victoria. Kingston City telt 137.751 inwoners. De hoofdplaats is Mentone.